# Angelic Upstarts
Angelic Upstarts son una banda de punk-rock Inglés formada en South Shields, en 1977. Juntaron el punk-rock y el Oi! con una filosofía antifascista y de exaltación de la clase obrera, siendo asociados con lo subcultura skinhead. Más de dos décadas después de publicar su primer single, "The Murder of Liddle Towers", este fue includio en la lista de los mejores singles punk de todos los tiempos de la revista Mojo.

## Carrera
La formación original fue Thomas Mensforth "Mensi" (voz), Ray Cowie "Mond" (guitarra), Steve Forsten (bajo) y Derek "Decca" Wade (batería). La banda se disolvió y reagrupó un par de veces y también fueron miembros de ella el bajista Ronnie Wooden, Glyn Warren, Tony Feedback (ahora en Long Tall Shorty), Ronnie Rocker y Max Splodge quien también tocó la batería durante un tiempo. Otros bateristas fueron Sticks Warringhton (quien más tarde se unió a Cockney Rejects), Paul Thompson (ex-Roxy Music), Chris White y Evo (también en The Blood, Major Accident y Warface). Wade volvió a la banda por años antes de salir de nuevo. Bryan Hayes originalmente se unió como segundo guitarrista, hasta el abandono de Mond, quedando como único guitarrista.
En agosto de 2006 Mensi anunció su renuncia, sin embargo pidió que la banda continuase con Chris Wright (de la banda Crash Out) como cantante. La formación de la banda era: Wright (voz), Dickie Hammond (guitarra), Neil "Newts" Newton (guitarra), Gaz Stoker (bajo) y Wade (batería). A finales de 2007 se reincorpora Mensi, único miembro original aún en la banda, junto a Stoker, Hammond, Newton y Brett Mulvaney (y más tarde Jonnie Halling) a la batería.

## Discografía
1. Teenage Warning (agosto de 1979, Warner Bros. Records)[3]
2. We Gotta Get Out of this Place (April 1980, WEA )
3. 2,000,000 Voices (June 1981, Zonophone/ EMI )
4. Still from the Heart (1982, Zonophone/EMI)
5. Reason Why (1983, Anagram/ Cherry Red )
6. Last Tango in Moscow (1984, Picasso)
7. Power of the Press (1986, Gas) )
8. Brighton Bomb (1987, Chameleon)
9. Blood on the Terraces (1987, Link)
10. Bombed Out (1992, Dojo)
11. Sons Of Spartacus (2002, Captain Oi!/ Insurgence Records )

## Álbumes en directo
- Angelic Upstarts Live (septiembre de 1981, Zonophone / EMI)
- Live in Yugoslavia (1985, Picasso)
- Live & Loud (1988, Link)
- Greatest Hits Live (1991, Link)
- Live in Lubeck 1989 (1994, Bay City)
- Live from the Justice League (2001, TKO)
- Anthems Against Scum (2001, Insurgence)

## Recopilaciones
- Angel Dust - The Collected Highs (1983, Anagram/Cherry Red)
- Bootlegs & Rarities (1985, Dojo)
- Lost & Found (1991, Link)
- Alternative Chartbusters (1991, AOK)
- Kids on the Streets (1993, Cleopatra )
- The Independent Punk Singles Collection (1995, Cherry Red)
- Rarities (1997, Captain Oi)
- The EMI Punk Years (1999, Captain Oi)
- Who Killed Liddle (1999, Recall)
- Punk Singles Collection (2004, Captain Oi)

## Singles
- The Murder of Liddle Towers"/"Police Oppression" (1978, Dead Records, re-released on Rough Trade/Small Wonder Records, Repress)
- I'm an Upstart"/"Leave Me Alone" (1979, Warner Bros.) - #31 UK
- Teenage Warning"/"The Young Ones" (1979, Warner Bros.) - UK #29
- Never 'ad Nothin'"/"Nowhere Left to Hide" (1979, Warner Bros.) - UK #52
- Out of Control"/"Shotgun Solution" (1980, Warner Bros. Records) - UK #58
- We Gotta Get Out of this Place"/"Unsung Heroes" (1980, Warner Bros. Records) - UK #65
- Last Night Another Soldier"/"I Wish" (1980, Zonophone/EMI) - UK #51
- England"/"Stick's Diary" (1981, Zonophone/EMI)
- Kids on the Street"/"The Sun Never Shines" (1981, Zonophone/EMI) - UK #57
- I Understand"/"Never Come Back" (1981, Zonophone/EMI)
- Different Strokes"/"Different Dub" (1981, Zonophone/EMI)
- Never Say Die"/"We Defy You" (1982, Zonophone/EMI)
- Woman in Disguise"/"Lust for Glory" (1982, Anagram/Cherry Red) (Also released on 12" single)
- Solidarity"/"Five Flew Over..." (1983, Anagram/Cherry Red) (Also released on 12" single)
- Not Just a Name"/"The Leech" (1983, Anagram/Cherry Red) (Also released on 12" single?)
- Machinegun Kelly"/"There's a Drink in It" (1984, Picasso)
- Brighton Bomb" E.P (1985, Sparta Florida/Gas Music Ltd) (12" Single)
- Brighton Bomb" (1987, Chameleon)
- England's Alive" E.P. (1988, Skunx) (12" Single)

## DVD
- Angelic Upstarts Live: Solidarity (2005)